# 奧地利的芭芭拉
奧地利的芭芭拉（德語：Barbara von Österreich，1539年4月30日—1572年9月19日），費拉拉和摩德納公爵夫人，神聖羅馬皇帝斐迪南一世的第八女。
1565年，芭芭拉與費拉拉和摩德納公爵阿方索二世·埃斯特結婚，兩人沒有子女。